# 27-а танкова дивизия (Вермахт)
27-а танкова дивизия е една от танковите дивизии на Вермахта по време на Втората световна война.

## История
27-а танкова дивизия е сформирана през октомври 1942 г. в южна Русия от бойна група Михалик (формации от състава на 22-ра танкова дивизия). Участва в боевете край Воронеж и Ворошиловград. Разпусната е на 15 февруари 1943 г., а формациите от състава и стават част от 7-а и 24-та танкова дивизия.

## Командири
- Генерал-майор Хелмут Михалик – (1 октомври 1942 – 30 ноември 1942 г.)
- Генерал-лейтенант Ханс Трьогер – (30 ноември 1942 – 15 февруари 1943 г.)

## Носители на награди
- Носители на Германски кръст, златен (6)
- Носители на Рицарски кръст (1)